# Good Life: The Best of Pete Rock & C.L. Smooth
Albums de Pete Rock & C.L. Smooth
The Main Ingredient
(1994)
Good Life: The Best of Pete Rock & C.L. Smooth est un complation de Pete Rock & C.L. Smooth, sortie le 10 juin 2003.

## Liste des titres
Tous les morceaux sont produits par Pete Rock, à l'exception de Lots of Lovin', produit par Nevelle Hodge.
| No  | Titre                              | Album original                       | Durée |
| --- | ---------------------------------- | ------------------------------------ | ----- |
| 1.  | Lots of Lovin'"                    | Mecca and the Soul Brother           | 4:46  |
| 2.  | Straighten It Out                  | Mecca and the Soul Brother           | 4:13  |
| 3.  | Anger in ihe Nation                | Mecca and the Soul Brother           | 5:33  |
| 4.  | They Reminisce Over You (T.R.O.Y.) | Mecca and the Soul Brother           | 4:46  |
| 5.  | Skinz                              | Mecca and the Soul Brother           | 4:15  |
| 6.  | Take You There                     | The Main Ingredient                  | 4:45  |
| 7.  | The Creator                        | All Souled Out                       | 4:44  |
| 8.  | Mecca and the Soul Brother         | All Souled Out                       | 5:59  |
| 9.  | It's Not a Game                    | Single promotionnel                  | 4:22  |
| 10. | I Got a Love                       | The Main Ingredient                  | 5:11  |
| 11. | All the Places                     | The Main Ingredient                  | 5:41  |
| 12. | Searching                          | The Main Ingredient                  | 5:06  |
| 13. | Good Life                          | All Souled Out                       | 3:53  |
| 14. | One in a Million                   | Bande originale de Poetic Justice    | 4:04  |
| 15. | Death Becomes You                  | Bande originale de Menace to Society | 4:13  |
| 16. | Take Your Time                     | Soul Survivor (album de Pete Rock)   | 4:31  |